# Тимијан
Тимијан (лат. Thymus vulgaris), или како се још назива питома мајчина душица, вртни тимијан и тимас, је зимзелена, полужбунаста биљка. Како домаће име и сугерише, блиски је сродник мајкине душице. Популарна је ароматична, зачинска и лековита биљка. У Србији не расте у природи, али се доста узгаја.

## Распрострањеност
Тимијан је врста пореклом са западног Медитерана (Шпанија и Француска), одакле се проширио по целој Европи, а касније и Америци.

## Изглед
Тимијан је зимзелени, разгранати, усправан полужбун, висине до 50 цм. Корен је вретенаст, разгранат, расте у дубину до 50 цм. Јаке је усисне моћи и добро прожима земљиште. Стабло је усправно, разгранато, у доњем делу одрвенело, а у горњем зељасто. На пресеку је четвртасто до ваљкасто. Цветне гране су длакаве.
Листови су ситни, дугуљасти до копљасти, дужине око 12 мм, целог обода. Седећи су, или на кратким дршкама. Доњи листови на цветним гранама су повијени уназад, средњи и горњи имају кратку дршку. Кожасти су, с лица голи а с наличја прекривени меким, сивим длачицама на којима се налазе жлезде испуњене етарским уљем. Код младих биљака боја листова је тамноцрвена, а код старијих тамнозелена до мрка.
Цветови су ситни, дуги 3-6 мм, беле до ружичасте боје. Чашица је цеваста, круница двоусната. Чашични и крунични листићи покривени кратким длакама. Цветови су скупљени на врху цветних грана, где формирају лажне класасте цвасти. Тимијан цвета од маја до јуна (у топлијим поднебљима до октобра). Плод је Мерикарпијум са четири коморе. У свакој комори налази се по једно ситно, округласто семе тамномрке боје.
- Гранчице и листови
- Цветови
- Лажне класасте цвасти
- Форме ружичастих цветова

## Услови станишта
Тимијан је биљка топлих и сунчаних предела, мада је отпоран на ниске температуре. У природи расте на сувим, каменитим теренима.

## Гајење
Тимијан се гаји широм света. На већим површинама, када је о Европи реч, гаји се у постојбини, Француској и Шпанији, али и у Русији. Код нас се углавном гаји у Војводини и то селекционисане сорте: бели холандски, Deutscher Winterthymian, English Winter и N-19.
Може се гајити на теренима до 2.500 м н.в. Оптимална температура за развој је 20-30 °C, али може да издржи ниске температуре и до -30 °C. Према наводњавању има веома скромне захтеве, јер својим добро разгранатим кореном, са добром усисном моћи, веома добро искоришћава влагу из земљишта. Успева на скоро сваком земљишту, али му највише одговара лако, растресито и богато кречњаком. Не подноси влажна и забарена земљишта и током влажних година квалитет дроге и концентрација етарског уља опадају. Кисела земљишта му такође не одговарају.

## Употреба и састав
Тимијан се користи као лек и зачин. Улази у састав многих лекова, како у научној, тако и у народној медицини. Сакупља се горња половина надземног дела биљке у цвету (Thymi herba) или само лист (Thymi folium), као део биљке са највећим садржајем етарског уља и танина. Из прикупљене дроге издваја се етарско уље (Thymi aetheroleum) и тимол (Thymi thymolum).
Тимијан садржи 0,5-2,5% етарског уља, мало смоле, око 10% танина, горке материје и сапонозиде.

### Кулинарство
Све врсте рода Thymus имају сличну употребу у кулинарству. Баштенски тимијан и његови гајени варијетети имају јачу и деликатнију арому од групе којој припада мајкина душица. Тимијан се идеално комбинује са белим луком, парадајзом, маслинама и вином и тако чини подлогу за медитеранску кухињу. Посебна предност је што му не сметају високе температуре и његов јак укус се кувањем не мења. Додаје се јелима од меса, дивљачи, гљива и поврћа. Посебно је интересантан као зачин јелима која се припремају на роштиљу, а додаје се и неким пецивима. Сматра се да поспешује варење јако масних оброка. Саставни је део многих сосова, маринада и надева, као и свежих салата, а често се користи за ароматизацију винског сирћета и уља. Овај зачин не губи арому ни при сушењу, па се користи и зими. Један је од састојака у многим мешавинама зачинских трава. Обавезан је додатак и трајним сухомеснатим производима због високог садржаја тимола, који је изврстан конзерванс.

### Медицина и народна медицина
Тимијан улази у састав многих лекова против обичног и великог кашља. Етарско уље је изврсно антисептичко средство. Улази у састав паста за зубе и водица за испирање уста. Код промуклости и болова у грлу користи се као чај за гргољање. Херба, уље, а нарочито тимол, користе се против цревних паразита. Тимијан је, због високог садржаја танина, антидијароик. Користи се и код грчева, слабог варења, хроничног гастритиса, диспепсија. Ублажава менструалне болове и главобољу, лечи акне и нечисту кожу. У свим овим случајевима помажу и купке од тимијана.
Употреба тимола је контраиндикована у трудноћи и код ентероколитиса.

### Етарско уље
Етарско уље тимијана добија се из свеже биљке у цвету, дестилацијом помоћу водене паре. То је безбојна течност која брзо мења боју у црвеножуту или црвеномрку. Јаког је мириса на тимол, ароматичног и љутог укуса. Квалитетно уље мора имати између 20% и 42% фенола (тимол и карвакрол). Осим тога уље садржи цимен, борнеол, линалол, пинен и др.
Етраско уље тимијана је антисептик, експекторанс, бронхо-спазмолитик, стомахик и антхелминтик. Употребљава се споља за утрљавање (10%) и служи за израду официналног течног оподелдока (Liminentium Opodeldoch liquidum, Ph.Jug.II). Због знатног садржаја фенолских састојака (тимол и карвакрол) добар је антисептик, па се користи за израду козметичких препарата, а има и спазмолитичко дејство.

#### Тимол
Хемијски састав етарског уља различит је код различитих варијетета, гајених или самониклих облика. Тимол се издваја само из оних уља која имају висок садржај тимола. Тимол се у уљу издваја у облику безбојних кристала карактеристичног мириса, ароматичног и љутог мириса.
Антисептични и антибактеријски ефекат тимола према многим микроорганизмима је око 30 пута јачи, а четири пута мање токсичан од фенола, односно карболне киселине. Уз то, тимол је јак фунгицид. Због пријатног мириса и укуса, употребљава се у водама за уста и пастама за зубе, у облику 5%-ног алкохолног раствора за дезинфекцију коже и локално лечење гљивичних обољења, за конзервисање урина у клиничким лабораторијама, итд.

## Употреба у озелењавању
Тимијан се код нас успешно гаји, па се може користити и као вртна биљка, посебно у ароматичним вртовима и алпинумима. Како има добро разгранат, корен који расте око 50 цм у дубину и добро прожима земљиште, може се користити за везивање каменитих терена. Може се успешно гајити и у посудама.
Тимијан је медоносна биљка и представља добру пашу за пчеле.

## Етнологија и митологија
У античкој Грчкој тимијан су сматрали симболом храбрости, елеганције и стила. Стављали су га у воду за купање или наносили на тело као средство за јачање и окрепљење. Свежњеве тимијана су палили на јавним местима и пред храмовима. Римљани су открили да је веома добар зачин у јелима. У време Крсташких ратова даме су китиле стручком тимијана ране својих ратника, као знак јунаштва. У средњем веку приписивано му је својство да олакшава варење, зауставља штуцање и помаже против уједа отровних звери. Давали су га и као лек против ноћних мора.